# 34283 Bagley
2000 QM146 (asteroide 34283) é um asteroide da cintura principal. Possui uma excentricidade de 0.07005650 e uma inclinação de 6.98111º.
Este asteroide foi descoberto no dia 31 de agosto de 2000 por LINEAR em Socorro.